# 勒庞蒂尼 (卡尔瓦多斯省)
勒庞蒂尼（法語：Repentigny，法語發音：[ʁəpɑ̃tiɲi] ⓘ）是法国卡尔瓦多斯省的一个市镇，属于利雪区。

## 地理
勒庞蒂尼（49°12'19"N, 0°2'45"E）面积2.13 平方千米，位于法国诺曼底大区卡爾瓦多斯省，该省份为法国西北部沿海省份，北濒大西洋英吉利海峡，东北与滨海塞纳省以海上边界相接，东临厄尔省，南至奧恩省，西与芒什省接壤。
与勒庞蒂尼接壤的市镇（或旧市镇、城区）包括：欧维拉尔、博富尔-德吕瓦勒、莱欧帕尔蒂、吕梅尼勒。

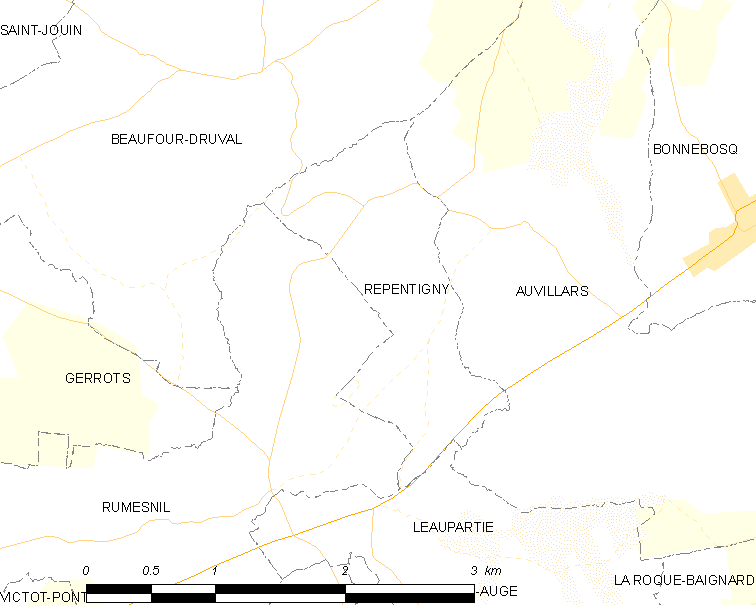
的OSM定位图

勒庞蒂尼的时区为UTC+01:00、UTC+02:00（夏令时）。

## 行政
勒庞蒂尼的邮政编码为14340，INSEE市镇编码为14533。

## 政治
勒庞蒂尼所属的省级选区为梅济东瓦莱多日县。

## 人口

1962-2008年间人口变化图示

勒庞蒂尼于2022年1月1日时的人口数量为101人。